# Alcázar de los Condestables de Castilla
El alcázar de los Condestables de Castilla es un palacio fortificado de la localidad española de Medina de Pomar, en la provincia de Burgos.

## Descripción

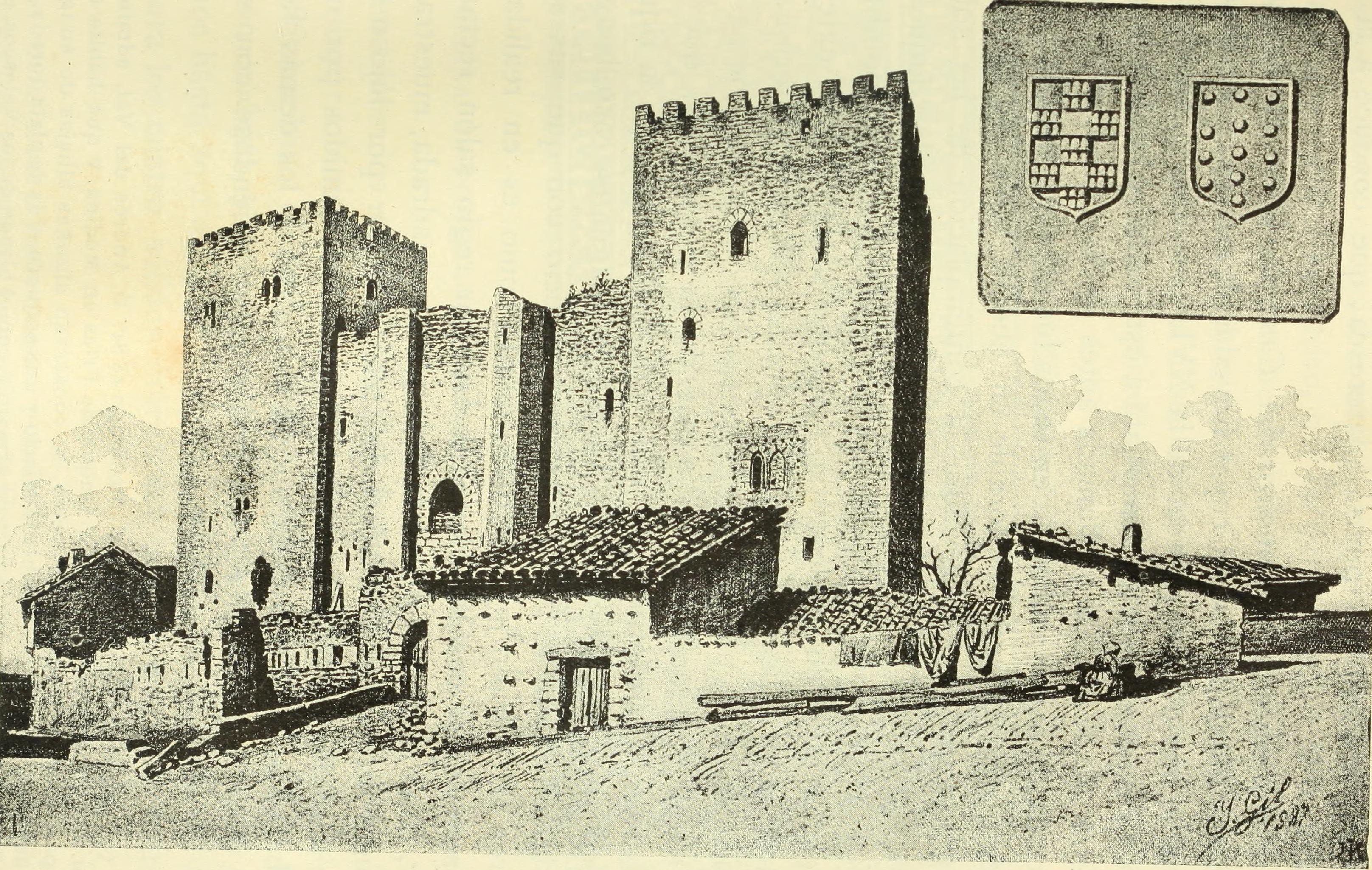
Vista del castillo en el en una ilustración de Isidro Gil

Se ubica en el municipio burgalés de Medina de Pomar, en la comunidad autónoma de Castilla y León. Fue construido en la segunda mitad del siglo XIV.
El alcázar fue declarado monumento histórico-artístico perteneciente al Tesoro Artístico Nacional el 3 de junio de 1931, durante la Segunda República, mediante un decreto publicado el día 4 de ese mismo mes en la Gaceta de Madrid, con la rúbrica del presidente del Gobierno provisional de la República Niceto Alcalá-Zamora y el ministro de Educación Pública y Bellas Artes Marcelino Domingo y Sanjuán.
Es sede del Museo Histórico de las Merindades. En la actualidad tiene la consideración de bien de interés cultural.